# Poor Things
Poor Things: Episodes from the Early Life of Archibald McCandless M.D., Scottish Public Health Officer es una novela de los géneros de fantasía científica, comedia y aventuras del escritor británico Alasdair Gray, publicada en 1992. Ganó el premio Whitbread y el premio Guardián de Ficción el mismo año.
La novela fue calificada por la publicación periódica London Review Of Books como «un libro magníficamente enérgico, divertido, sucio e inteligente», y se aleja del tema habitual de Gray sobre el realismo y la fantasía de Glasgow. Sin embargo, su narrativa victoriana retoma las preocupaciones previas de Gray sobre las desigualdades sociales, las relaciones, la memoria y la identidad.

## Trama
La parte principal de la obra se centra en Bella Baxter, una mujer cuyos primeros años e identidad son objeto de cierta ambigüedad. Esa ambigüedad se complica con la autobiografía de su marido Archibald McCandless, "Episodios de los primeros años de un funcionario de salud pública escocés", que distorsiona la verdad sobre su vida con Bella. Afirma que ella era un cadáver, resucitado por el colega de McCandless, el científico Dr. Godwin Baxter, a quien se le intercambió el cerebro con el del feto que estaba gestando, de lo que resultó que ella tuviera la mente de un bebé. Aunque se ha planeado que se convierta en la pareja de Baxter, su apetito sexual libre y desbordante la lleva a perseguir a otros hombres, incluidos McCandless y un abogado petulante llamado Duncan Wedderburn, con quien se fuga y se embarca en una odisea hedonista por Europa, el norte de África y Asia central.
Esta narración es seguida por la refutación de los hechos por parte de Bella (o Victoria), sugiriendo que el "pobre tonto" de su marido ha inventado una vida para ella a partir de los motivos góticos y románticos predominantes de la época: "apesta positivamente a todo lo que era morboso en el más morboso de los siglos". Esto se ve reforzado por los intrincados ecos que la novela tiene del Frankenstein de Mary Shelley.
Estos documentos históricos ficticios están precedidos por una introducción de un tal Alasdair Gray, quien se presenta como el editor del siguiente texto, y relata el "descubrimiento" de los documentos por parte de sus amigos de la vida real, Michael Donnelly y Elspeth King. La introducción también incluye una crítica del tratamiento que el Ayuntamiento de Glasgow da a su cultura y patrimonio en el abandono del museo de historia local, y una breve mención de la época de Glasgow como Capital Europea de la Cultura en 1990, que fue objeto de una sátira más sostenida. en su novela Algo de cuero.

## Adaptación cinematográfica

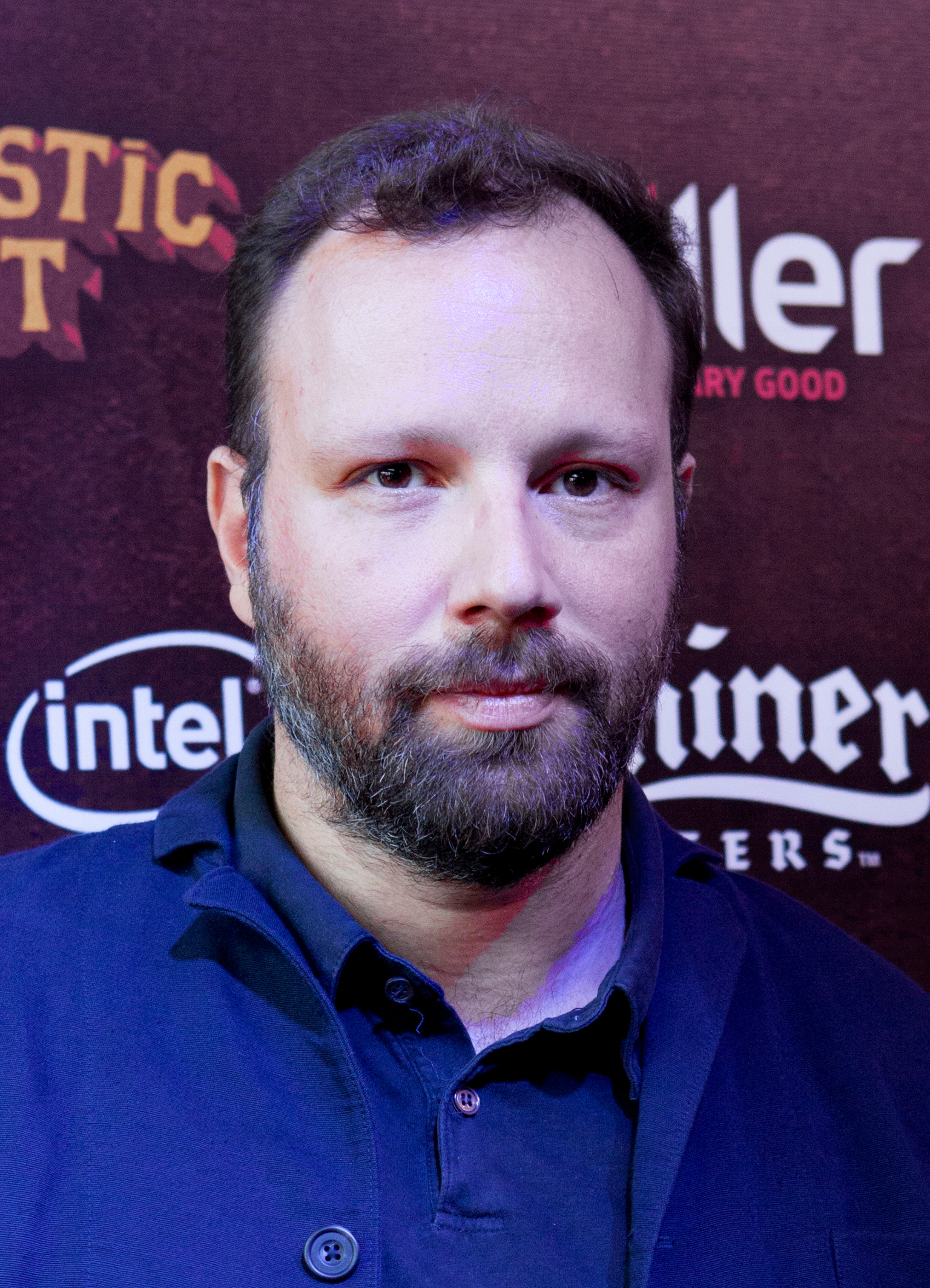
Yorgos Lanthimos, el director de la película.

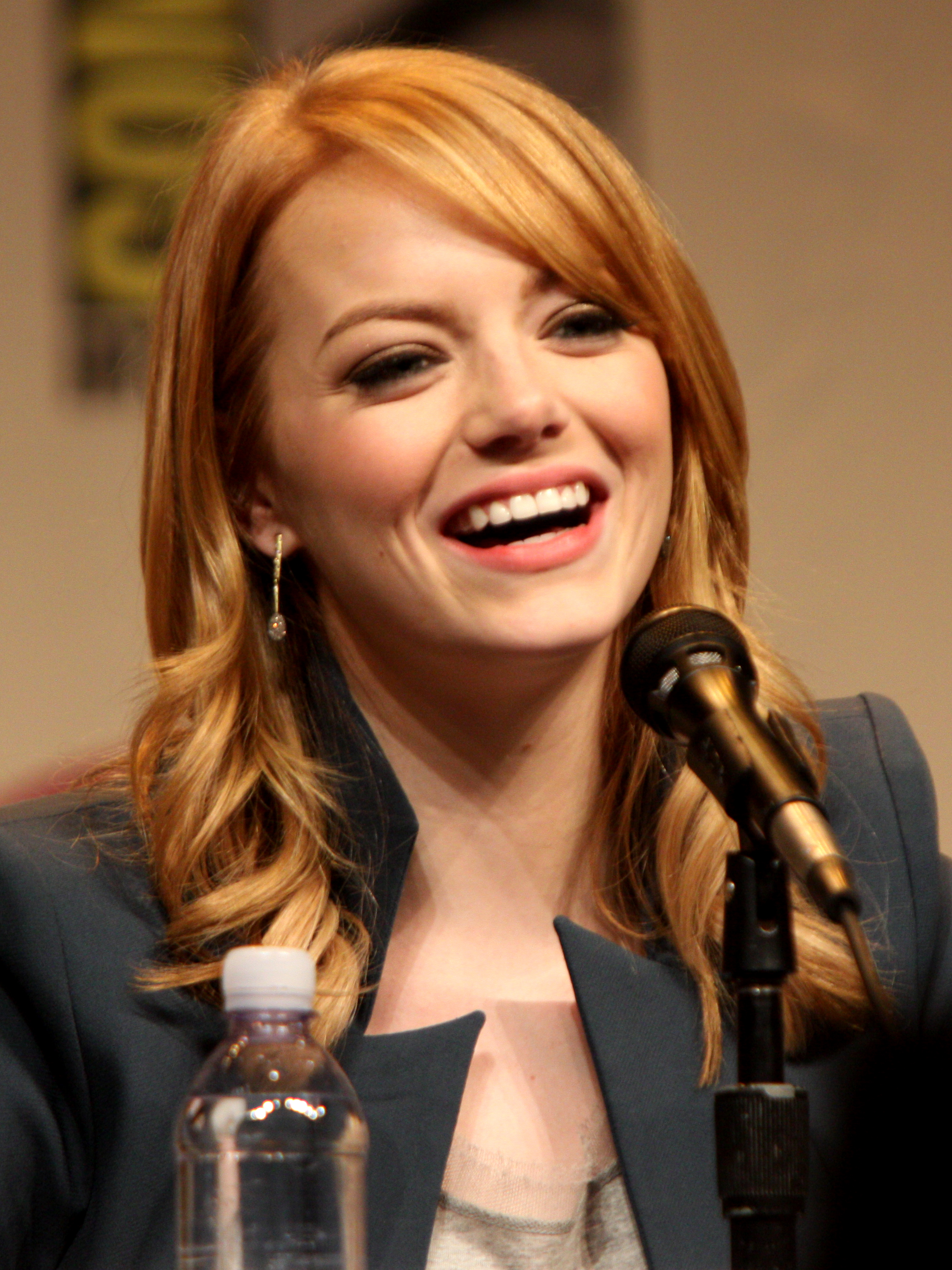
Emma Stone la protagonista y productora de la película.

Se produjo una adaptación cinematográfica del libro dirigida por Yorgos Lanthimos con guion de Tony McNamara. El reparto, protagonizado por Emma Stone, también incluye a Willem Dafoe, Ramy Youssef, Mark Ruffalo y Jerrod Carmichael. La película se estrenó en la 80.ª edición del Festival Internacional de Cine de Venecia de 2023, donde recibió una ovación de ocho minutos y ganó el León De Oro a la mejor película. La adaptación se estrenó oficialmente en cines en España el 26 de enero de 2024.